# Netunice
Netunice – gmina w Czechach, w powiecie Pilzno Południe, w kraju pilzneńskim. Według danych z 1 stycznia 2013 liczyła 170 mieszkańców.